# 1. HOL 2004./05.
Prvu krvatsku odbojkašku ligu za sezonu 2004./05. je osvojio Varaždin.

## Ljestvica i rezultati

### Ljestvica lige
| mj. | klub                    | ut. | pob. | por. | set+ | set- | bod |             |
| --- | ----------------------- | --- | ---- | ---- | ---- | ---- | --- | ----------- |
| 1.  | Mladost (Zagreb)        | 22  | 22   | 0    | 66   | 6    | 65  | doigravanje |
| 2.  | Rijeka (Rijeka)         | 22  | 19   | 3    | 59   | 19   | 55  | doigravanje |
| 3.  | Varaždin (Varaždin)     | 22  | 15   | 7    | 55   | 23   | 49  | doigravanje |
| 4.  | Karlovac (Karlovac)     | 22  | 14   | 8    | 46   | 29   | 42  | doigravanje |
| 5.  | Mladost (Kaštel Lukšić) | 22  | 14   | 8    | 45   | 35   | 39  |             |
| 6.  | Osijek (Osijek)         | 22  | 10   | 12   | 34   | 42   | 30  |             |
| 7.  | Centrometal (Črečan)    | 22  | 10   | 12   | 39   | 44   | 29  |             |
| 8.  | Zagreb (Zagreb)         | 22  | 9    | 13   | 40   | 47   | 28  |             |
| 9.  | Šibenik (Šibenik)       | 22  | 10   | 12   | 33   | 49   | 25  |             |
| 10. | Bestal Trnje (Zagreb)   | 22  | 7    | 15   | 32   | 47   | 24  |             |
| 11. | Sisak (Sisak)           | 22  | 3    | 19   | 16   | 59   | 10  |             |
| 12. | Čakovec GEA (Čakovec)   | 22  | 0    | 22   | 7    | 66   | -1  |             |

### Doigravanje
| klub1                      | klub2         | rez.                 |
| poluzavršnica              | poluzavršnica | poluzavršnica        |
| -------------------------- | ------------- | -------------------- |
| Mladost ZG                 | Karlovac      | 3:0*, 3:1            |
| Rijeka                     | Varaždin      | 0:3*, 2:3            |
|                            |               |                      |
| za prvaka                  |               |                      |
| Mladost ZG                 | Varaždin      | 3:1*, 1:3, 0:3*, 0:3 |
|                            |               |                      |
| * domaća utakmica za klub1 |               |                      |